# Římskokatolická farnost u kostela sv. Cyrila a Metoděje, Brno-Židenice
Římskokatolická farnost u kostela sv. Cyrila a Metoděje, Brno-Židenice je územním společenstvím římských katolíků v rámci brněnského děkanství brněnské diecéze s farním kostelem svatého Cyrila a Metoděje .

## Historie farnosti
Samostatná farnost Židenice byla zřízena 1. října 1953, snahy o její zřízení a postavení kostela začaly už v roce 1910. Kostel svatého Cyrila a Metoděje byl vysvěcen v roce 1935. Postavena byla tehdy rovněž budova fary (podle sochy svatého Norberta na průčelí nazývaná Norbertinum). Prvním duchovním správcem byl premonstrát z Nové Říše Bohuslav Němčanský. Působil zde od roku 1935 až do svého zatčení v roce 1952. Prvním administrátorem samostatné židenické farnosti se v roce 1953 stal diecézní kněz Stanislav Šlapák. Premonstráti se mohli opět do Židenic vrátit až v roce 1990. Duchovní správu vykonávali až do roku 2003, kdy byla farnost svěřena diecézním kněžím.

## Duchovní správci
Farářem je od 1. října 2010 R. D. Petr Beneš, který zde působí od roku 2003 (tehdy jako administrátor).
Současně působil ve farnosti jako výpomocný duchovní R. D. Mgr. Jan Kabeláč (od 1. srpna 2013 do svého úmrtí v srpnu 2015), I. kanovník Královské stoliční kapituly sv. Petra a Pavla v Brně.Od 1. srpna 2014 zde byl ustanoven jako farní vikář R. D. Ing. Martin Kohoutek..
Duchovní správci od vybudování židenického kostela:
- Bohuslav Němčanský, OPraem (1935–1952), duchovní správce
- Arnošt Alois Till, OPraem (1952–1952), duchovní správce
- Metoděj Vitula, OPraem (1952–1953), duchovní správce
- Stanislav Šlapák (1953–1954), administrátor
- Josef Gross (1954–1967), administrátor
- Josef Dancinger (1967–1969), administrátor
- František Baťka (1969–1971), administrátor
- Vladimír Petrů (1971–1978), administrátor
- František Trtílek (1978–1981), administrátor
- Karel Hugo (1981–1990), administrátor
- Dominik Josef Doubrava, OPraem (1990–1991), farář
- Bernard František Palka, OPraem (1991–1996), farář
- Marian Rudolf Kosík, OPraem (1996–2000), farář
- Michael Alois Hladil, OPraem (2000–2003), farář
- Petr Beneš (od roku 2003), farář

Kromě toho zde jako kaplani či výpomocní duchovní působili mj. Emanuel Masák (1911–1950), Jakub Rabušic, SJ (1966–1981), pozdější biskup Pavel Posád (1978–1979), Karel Volejníček (1997–2013) nebo Zdeněk Pospíšil (1998–2014).

## Primice ve farnosti
Od postavení židenického kostela v něm slavila svoji primici řada novokněží, kteří z této farnosti pocházeli. Byli to:
1. Josef Jánský (1936, 2. primice)
2. František Pokorný (1937)
3. Jan Hadrava (1938)
4. Rudolf Zbirovský (1939, 2. primice)
5. Jan Zelinka (1940)
6. František Kusala (1941)
7. Bohuslav Vitula (1943)
8. Václav Plotěný (1946, 2. primice)
9. Václav Holub (1947, 2. primice)
10. Metoděj Vitula, OPraem (1947)
11. Oldřich Zburník (1950)
12. Oldřich Navařík, CRV (1957)
13. Josef Mixa (1965, 2. primice)
14. Karel Volejníček (1966)
15. Josef Groz, CSsR (1969)
16. Karel Obrdlík (1973)
17. Josef Doležal (1979)
18. Evžen Rakovský, SDB (1989)
19. Marek Hlávka (1990)
20. Václav Klement, SDB (1993, 2. primice, vysvěcen Janem Pavlem II. ve Vatikánu 1986)
21. Marcel Javora (1995)
22. Jan Nepomuk Martin Bejček, OSB (1996)
23. TCLic. PhDr. Ing. Jaroslav Filka (2000)
24. ThLic. David Ambrož (2005)
25. Vojtěch Loub (2013)

## Bohoslužby
| Kostel                    | Místo         | Bohoslužba (den)                                 | Hodina                                                     | Poznámka     |
| ------------------------- | ------------- | ------------------------------------------------ | ---------------------------------------------------------- | ------------ |
| svatého Cyrila a Metoděje | Brno-Židenice | neděle pondělí úterý středa čtvrtek pátek sobota | 8.00 a 10.00 18.00 (první úterý v měsíci 10:00) 18.00 7.00 | farní kostel |

## Aktivity ve farnosti
Ve farnosti je aktivní pastorační i ekonomická rada. Probíhá pravidelná výuka náboženství i katecheze dospělých. Ke vzájemnému setkávání je k dispozici klub Václav. Počet ministrantů přesahuje 70.
Ve farnosti se scházejí společenství dětí, mládeže i dospělých. Dlouhodobou tradici má chrámový sbor, v jehož čele stáli Karel Hradil (1936–1945), Jaroslav Smýkal (1945-1960) a manželé Josef a Marie Drábkovi (1960–1990) a od roku 1991 Josef Veselý.
Od roku 1994 vydává farnost farní zpravodaj Siard (pojmenovaný po premonstrátu Siardu Nevrklovi, který zde působil pět let a byl v únoru 1943 umučen v Osvětimi.
Ve farnosti se pravidelně koná farní ples.
Den vzájemných modliteb farností za bohoslovce a bohoslovců za farnosti brněnské diecéze a Adorační den připadá na 27. října.
Ve farnosti se pravidelně koná tříkrálová sbírka. Při sbírce v roce 2016 se vybralo 26 837 korun. Farnost je také každoročně zapojena do projektu Noc kostelů.

## Zajímavosti

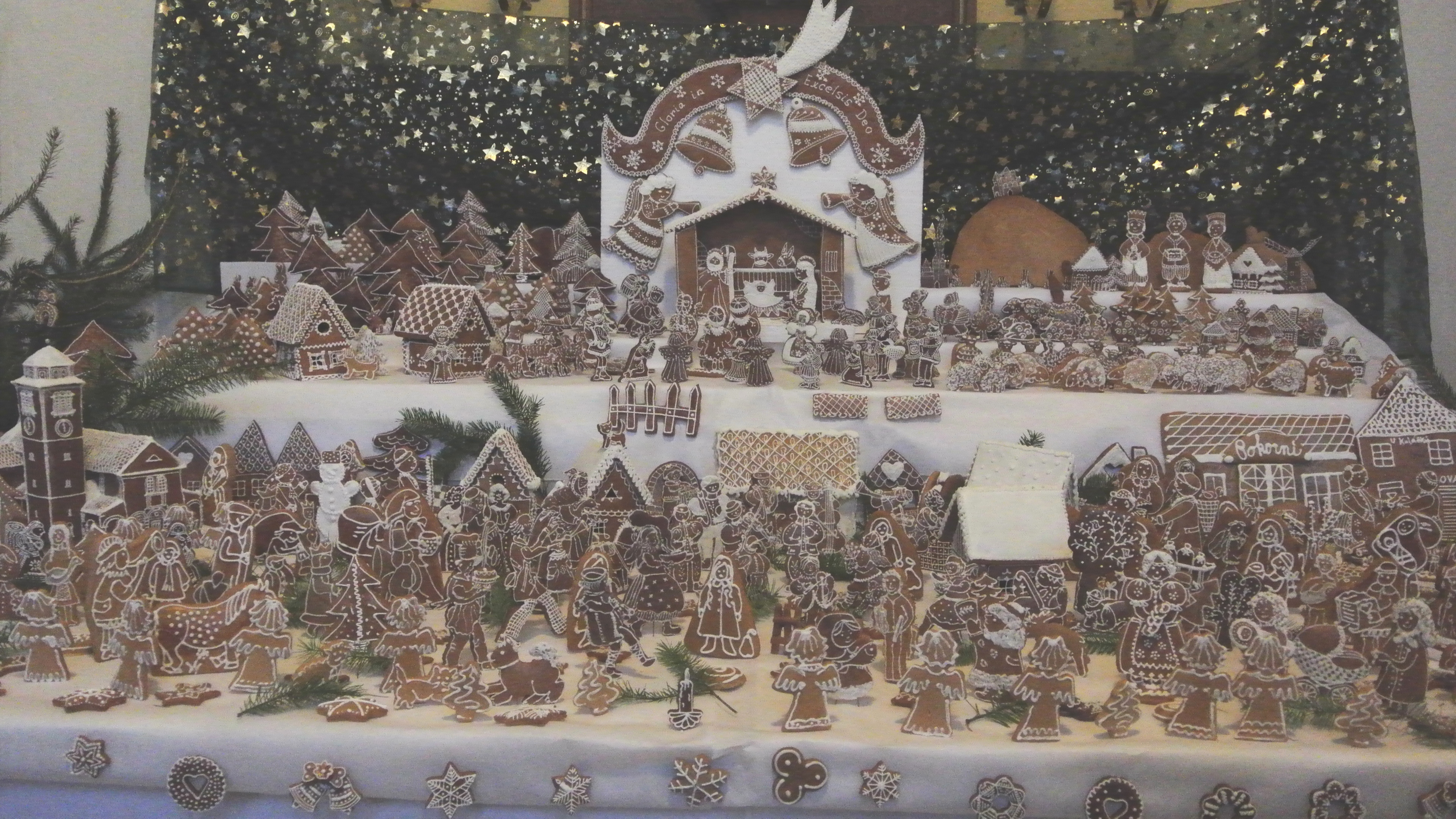
Perníkový betlém v kostele v Brně-Židenicích 2013

V židenické farnosti vznikl největší perníkový betlém v České republice. 1215 klasických perníkových figurek bylo ozdobeno bílou polevou. Jako pozadí zhotovilo 41 cukrářek perníkové skály a kopce o výšce přibližně 25 cm. Dílo, rozkládající se na ploše 5×3 m, bylo ve zmíněném kostele vystaveno od 23. prosince 2008 do 11. ledna 2009 a bylo zapsáno do České knihy rekordů.
Perníkový betlém, (vycházející z domácí tradice) vzniká každý rok během adventní doby a je vystaven v přední části lodi kostela přes dobu vánoční.